# Бурнос Василь Іванович
Василь Іванович Бурно́с (народився  7 грудня 1955 в селі Вишневе Ріпкинського району — помер 27 жовтня 2009 в Носівці) — український хормейстер, керівник народного художнього дитячого хору «Васильки», заслужений вчитель України.

## Життєпис
Закінчив Ніжинське культосвітнє училище (1974), НДПІ ім. М. В. Гоголя, ЧДПІ.
Працював у культосвітніх закладах Борзни, Чернігова, Лебедина.
З 1986 — в Носівці, працював завідувачем відділу культури, а потім керував колективом районного Будинку культури. За сумісництвом працював музикантом у районному Будинку піонерів.
З 1 вересня 1992 — вчитель музики в Носівській середній школі № 1, а згодом, В 2000—2009 — вчитель музики та керівник народного художнього колективу «Васильки» Носівської гімназії.

## Творчість
Створений ним у Носівській середній школі № 1 народний художній дитячий хор «Васильки» став лауреатом багатьох Всеукраїнських та міжнародних фестивалів народної творчості.

## Вшанування пам'яті
Заснованому Василем Бурносом народному художньому дитячому хору «Васильки» присвоєне його ім'я.